# شهرستان حوث
 حوث  به عربی ( الحُوث ) دهستان بزرگی از توابع استان عمران در کشور یمن و در شبه جزیره عربستان واقع می‌باشد.

## جمعیت
دارای ۴۵ خانوار و ۷۴۵ نفر جمعیت می‌باشد.